# Dominique van Hulst

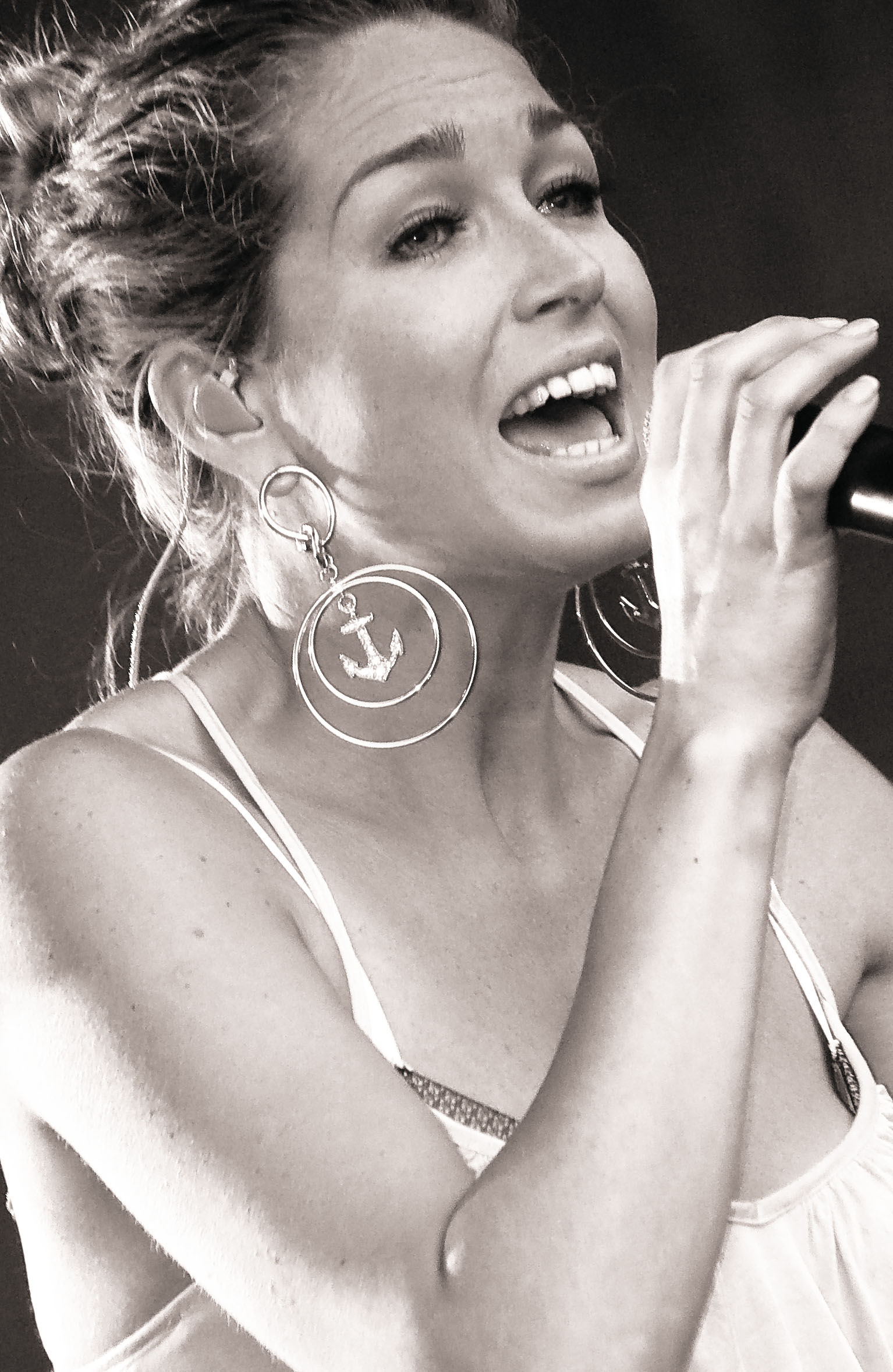
Dominique Rijpma van Hulst

Dominique Rijpma van Hulst, född 7 september 1981 i Eindhoven i Nederländerna, är en nederländsk sångerska som går under artistnamnet Do. Hon är mest känd för danscovern av Bryan Adams låt Heaven från 2002 som hon gjorde tillsammans med DJ Sammy och Yanou. 
Hon har släppt två album, Do från 2004, samt Follow me från 2006.